# Greg Mansell
Greg Mansell (ur. 8 listopada 1987 na wyspie Man) – brytyjski kierowca wyścigowy. Syn byłego mistrza Formuły 1 Nigela Mansella.

## Kariera

### Początki
Mansell karierę rozpoczął w wyścigach samochodowych w 2006 roku, od startów w Brytyjskiej Formule BMW. W ciągu dwudziestu wyścigów uzbierał 79 punktów. Dało mu to 14 lokatę w klasyfikacji generalnej. W kolejnych dwóch latach startów klasyfikowany był nieco wyżej – na 10 lokacie. Startował on wówczas odpowiednio w Międzynarodowej serii Brytyjskiej Formuły 3 oraz w Atlantyckich mistrzostwach organizowanych przez Mazdę.

### Formuła Renault 3.5
W 2009 roku Brytyjczyk rozpoczął starty w prestiżowej Formule Renault 3.5. Startował tam początkowo w ekipie Ultimate Motorsport, by na ostatnią rundę zmienić zespół na Comtec Racing. Ostatecznie uzbierał cztery punkty. Pozwoliło mu to zostać sklasyfikowanym na 26. miejscu w klasyfikacji kierowców. Rok później było już nieco lepiej – choć nie stawał na podium, to 23 punkty dały mu awans na 15. lokatę.

### Le Mans
W sezonie 2009 Greg wystartował w dwudziestoczterogodzinnym wyścigu Le Mans w klasie LMP1. Nie został jednak sklasyfikowany. Rok później już startował w trzech wyścigach Le Mans Series, spośród których nawet jeden zwyciężył. Sezon zakończył na 9 pozycji w klasyfikacji generalnej.

### Blancpain Endurance Series
Największy sukces Mansell odniósł jednak w wyścigach Blancpain Endurance Series w 2011 roku. W ciągu pięciu wyścigów zwyciężył dwa. Uzbierane 105 punktów dało mu tytuł wicemistrzowski serii.

## Statystyki
| Sezon | Seria                                               | Zespół              | Wyścigi | Zwycięstwa | PP | NO | Podium | Punkty | Pozycja |
| ----- | --------------------------------------------------- | ------------------- | ------- | ---------- | -- | -- | ------ | ------ | ------- |
| 2006  | Brytyjska Formuła BMW                               | Team SWR            | 20      | 0          | 0  | 0  | 0      | 24     | 14      |
| 2006  | Brytyjska Formuła BMW                               | Mansell Motorsport  | 20      | 0          | 0  | 0  | 0      | 24     | 14      |
| 2006  | Brytyjska Formuła 3                                 | Fortec Motorsport   | 2       | 0          | 0  | 0  | 0      | 0      | NS      |
| 2007  | Brytyjska Formuła 3 – Międzynarodowa Seria          | Fortec Motorsport   | 21      | 0          | 0  | 0  | 3      | 79     | 10      |
| 2008  | Cooper Tires Atlantic Championship Powered by Mazda | Walker Racing       | 10      | 0          | 0  | 0  | 0      | 105    | 10      |
| 2009  | Formuła Renault 3.5                                 | Ultimate Motorsport | 15      | 0          | 0  | 0  | 0      | 4      | 26      |
| 2009  | Formuła Renault 3.5                                 | Comtec Racing       | 15      | 0          | 0  | 0  | 0      | 4      | 26      |
| 2009  | Cooper Tires Atlantic Championship                  | Genoa Racing        | 1       | 0          | 0  | 0  | 0      | 4      | 20      |
| 2009  | 24h Le Mans (LMP1)                                  | Team LNT            | 1       | 0          | 0  | 0  | 0      | N/A    | NS      |
| 2010  | Formuła Renault 3.5                                 | Comtec Racing       | 17      | 0          | 0  | 0  | 0      | 23     | 15      |
| 2010  | Le Mans Series (LMP1)                               | Beechdean Mansell   | 3       | 1          | 0  | 0  | 1      | 34     | 9       |
| 2010  | 24h Le Mans (LMP1)                                  | Beechdean Mansell   | 1       | 0          | 0  | 0  | 0      | N/A    | NS      |
| 2011  | Blancpain Endurance Series – GT4 Cup                | Lotus Italia        | 5       | 2          | 0  | 0  | 3      | 105    | 2       |

## Wyniki w Formule Renault 3.5
| Legenda oznaczeń w tabelach wyników Wyświetl szablon na nowej stronie | Legenda oznaczeń w tabelach wyników Wyświetl szablon na nowej stronie                                                                     |
| Oznaczenie                                                            | Wyjaśnienie |
| --------------------------------------------------------------------- | --- |
| Złoty                                                                 | Zwycięzca lub mistrzostwo |
| Srebrny                                                               | 2. miejsce lub wicemistrzostwo |
| Brązowy                                                               | 3. miejsce lub II wicemistrzostwo |
| Zielony                                                               | Ukończył, punktował (w klasyfikacji generalnej, gdy zdobył co najmniej jeden punkt na przestrzeni sezonu, poza trzema powyższymi opcjami) |
| Niebieski                                                             | Ukończył, nie punktował (w klasyfikacji generalnej, gdy nie zdobył co najmniej jednego punktu na przestrzeni sezonu)                      |
| Czerwony                                                              | Nie zakwalifikował się (NZ) |
| Czerwony                                                              | Nie prekwalifikował się (NPK) |
| Różowy                                                                | Nie ukończył (NU) |
| Różowy                                                                | Niesklasyfikowany (NS) (w klasyfikacji generalnej, gdy nie został sklasyfikowany w żadnym wyścigu sezonu)                                 |
| Czarny                                                                | Zdyskwalifikowany (DK) |
| Czarny                                                                | Wykluczony (WYK/EX) |
| Biały                                                                 | Nie wystartował (NW) |
| Biały                                                                 | Kontuzjowany (K/INJ) |
| Biały                                                                 | Wyścig odwołany (OD/C) |
| Bez koloru                                                            | Został wycofany (WYC/WD) |
| Bez koloru                                                            | Nie przybył (NP/DNA) |
| Bez koloru                                                            | Nie brał udziału w treningach (NT/DNP) |
| Bez koloru                                                            | Nie został zgłoszony (–) |
| Pogrubienie                                                           | Start z pole position |
| Kursywa                                                               | Najszybsze okrążenie wyścigu |
| †                                                                     | Nie ukończył, ale jego rezultat został zaliczony ze względu na przejechanie więcej niż 90% dystansu wyścigu.                              |
| *                                                                     | Sezon w trakcie |
| 1/2/3                                                                 | Punktowana pozycja w sprincie kwalifikacyjnym                                                                                             |
| Lista systemów punktacji Formuły 1                                    | |

| Rok  | Zespół              | Wyniki w poszczególnych eliminacjach | Wyniki w poszczególnych eliminacjach | Wyniki w poszczególnych eliminacjach | Wyniki w poszczególnych eliminacjach | Wyniki w poszczególnych eliminacjach | Wyniki w poszczególnych eliminacjach | Wyniki w poszczególnych eliminacjach | Wyniki w poszczególnych eliminacjach | Wyniki w poszczególnych eliminacjach | Wyniki w poszczególnych eliminacjach | Wyniki w poszczególnych eliminacjach | Wyniki w poszczególnych eliminacjach | Wyniki w poszczególnych eliminacjach | Wyniki w poszczególnych eliminacjach | Wyniki w poszczególnych eliminacjach | Wyniki w poszczególnych eliminacjach | Wyniki w poszczególnych eliminacjach | Punkty | Pozycja |
| ---- | ------------------- | ------------------------------------ | ------------------------------------ | ------------------------------------ | ------------------------------------ | ------------------------------------ | ------------------------------------ | ------------------------------------ | ------------------------------------ | ------------------------------------ | ------------------------------------ | ------------------------------------ | ------------------------------------ | ------------------------------------ | ------------------------------------ | ------------------------------------ | ------------------------------------ | ------------------------------------ | ------ | ------- |
| 2009 |                     | CAT                                  | CAT                                  | BEL                                  | BEL                                  | MON                                  | HUN                                  | HUN                                  | GBR                                  | GBR                                  | FRA                                  | FRA                                  | PRT                                  | PRT                                  | DEU                                  | DEU                                  | ARA                                  | ARA                                  | 4      | 26      |
| 2009 | Ultimate Motorsport | 13                                   | 10                                   | 13                                   | 9                                    | 13                                   | 15                                   | NU                                   | 11                                   | 22                                   | 12                                   | NU                                   | 11                                   | 13                                   | –                                    | –                                    | –                                    | –                                    | 4      | 26      |
| 2009 | Comtec Racing       | –                                    | –                                    | –                                    | –                                    | –                                    | –                                    | –                                    | –                                    | –                                    | –                                    | –                                    | –                                    | –                                    | –                                    | –                                    | 10                                   | 14                                   | 4      | 26      |
| 2010 | Comtec Racing       | ARA                                  | ARA                                  | BEL                                  | BEL                                  | MON                                  | CZE                                  | CZE                                  | FRA                                  | FRA                                  | HUN                                  | HUN                                  | DEU                                  | DEU                                  | GBR                                  | GBR                                  | CAT                                  | CAT                                  | 23     | 15      |
| 2010 | Comtec Racing       | 8                                    | NU                                   | 5                                    | 14                                   | 15                                   | 11                                   | 14                                   | 18                                   | 12                                   | NU                                   | 5                                    | 6                                    | NU                                   | 10                                   | NU                                   | 9                                    | 16                                   | 23     | 15      |